# Sudaraž
Sudaraž (mađ. Szudarázs, srp. Судараж, narodski Sudaraš, Sudaraževo), nenaseljeno naselje (pustara) u Općini Petlovac Osječko-baranjske županije (Republika Hrvatska). 

## Zemljopisni položaj
Sudaraž je smješten u sjeverozapadnom dijelu Baranje, u mikroregiji Baranjske nizine Istočnohrvatske ravnice. Udaljen je 6 km jugoistočno od općinskog sjedišta Petlovca i 4 km cestom jugozapadno od Belog Manastira, leži na nadmorskoj visini od 92 m. Nalazi se na nerazvrstanoj asfaltiranoj cesti, odvojku od državne ceste D517 (Beli Manastir /D7/ - Belišće - Valpovo /D34/). Ta nerazvrstana cesta produžetak je prema jugu lokalne ceste L44007 (Širine - D517) nakon njenog križanja s cestom D517.

## Stanovništvo
Na popisima stanovništva Sudaraž se iskazuju kao dio naselja od 1880. godine, a za godine 1880, 1890, 1921. i 1931. podaci o broju stanovnika uključeni su u podatke za naselje Beli Manastir. U ostalim popisnim godinama broj stanovnika kretao se ovako: 108 (1900.), 141 (1910.), 270 (1948.), 285 (1953.), 240 (1961.), 261 (1971.), ??? (1981.), 0 (1991.), 0 (2001.).
Kad se iskazuje broj stanovnika Belog Manastira, u svim popisnim godinama uračunava se i broj stanovnika Sudaraža.
| broj stanovnika |       |       |       |       | 108   | 141   |       |       | 270   | 285   | 240   | 261   |       |       |       |       |       |
|                 | 1857. | 1869. | 1880. | 1890. | 1900. | 1910. | 1921. | 1931. | 1948. | 1953. | 1961. | 1971. | 1981. | 1991. | 2001. | 2011. | 2021. |

## Povijest
Do 1991. godine Sudaraž je bio zaselak (dio) naselja Beli Manastir, a otad je samostalno naselje. 

## Gospodarstvo
Gospodarsku osnovu Sudaraža čini ratarstvo i stočarstvo.

## Znamenitosti i zanimljivosti
- Sudaraž pripada Župi Našašća Svetoga Križa iz Petlovca, Baranjski dekanat Đakovačke i srijemske biskupije.
- Napomena: U knjizi Leksikon naselja Hrvatske piše da Sudaraž pripada pošti 31322 Baranjsko Petrovo Selo. To ne može biti jer dva bliža naselja (Beli Manastir i Petlovac) imaju poštu.